# Xystopeplus honesta
Xystopeplus honesta là một loài bướm đêm trong họ Noctuidae.